# Łęg Probostwo
Łęg Probostwo – wieś sołecka w Polsce położona w województwie mazowieckim, w powiecie płockim, w gminie Drobin.
| SIMC    | Nazwa            | Rodzaj    |
| ------- | ---------------- | --------- |
| 0563393 | Łężek Szlachecki | część wsi |

Wzmiankowany w pocz. XIV w. jako własność rycerstwa z rodu Dołęgów. W czasie II wojny światowej ośrodek ruchu oporu, działała tu lewicowa organizacja Młot i Sierp, potem Polska Partia Robotnicza a następnie oddział bojowy Gwardii Ludowej im. Ziemi Płockiej. Po drugiej wojnie światowej siedziba wiejskiej gminy Majki. W latach 1975–1998 miejscowość administracyjnie należała do województwa płockiego.
Znajduje się tam m.in. kościół parafialny pod wezwaniem św. Katarzyny (dekanat bielski) z zabytkowym ołtarzem manierystycznym (1636), chrzcielnicą (XVII wiek), Pietą (XVI/XVII w.) oraz figurą Chrystusa Zmartwychwstałego (XVII w.).
W miejscowości funkcjonuje zespół szkół (szkoła podstawowa i gimnazjum), przedszkole, NZOZ, urząd pocztowy.